# Phymata crassipes
Espèce
Phymata crassipes est une espèce d'insectes hémiptères du sous-ordre des hétéroptères (punaises), de la famille des Reduviidae, de la sous-famille des Phymatinae et de la tribu des Phymatini.

## Description
Phymata crassipes mesure de 7 à 9 mm de long. Le scutellum, triangulaire, est plus court que le pronotum, sans tubercule proéminent. Les antennes sont en forme de massue et les fémurs antérieurs dilatés. L'abdomen s'étend au-delà des bords des ailes. Se camouflant dans leur milieu, ils capturent leurs proies au moyen de pattes antérieures préhensiles.

## Répartition
Cette espèce se trouve principalement en Europe.

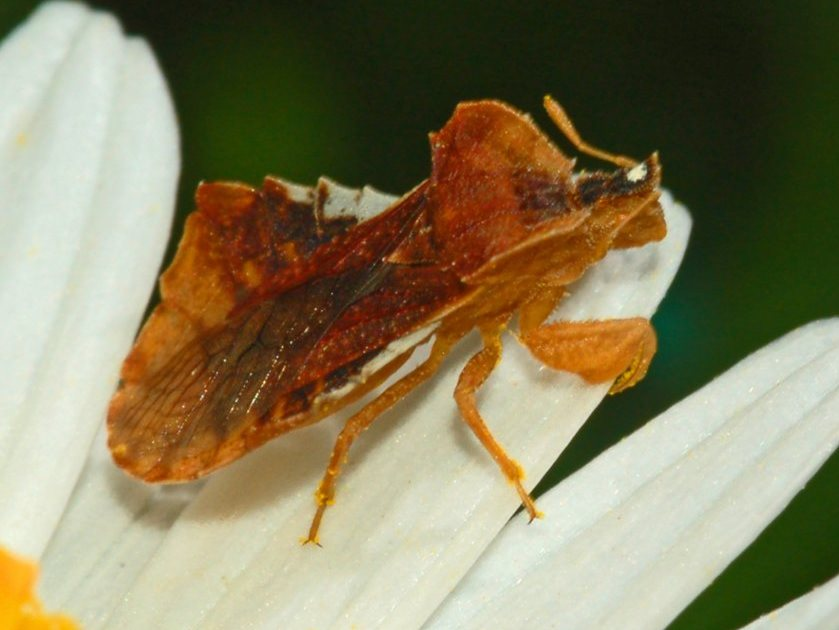
Vue latérale
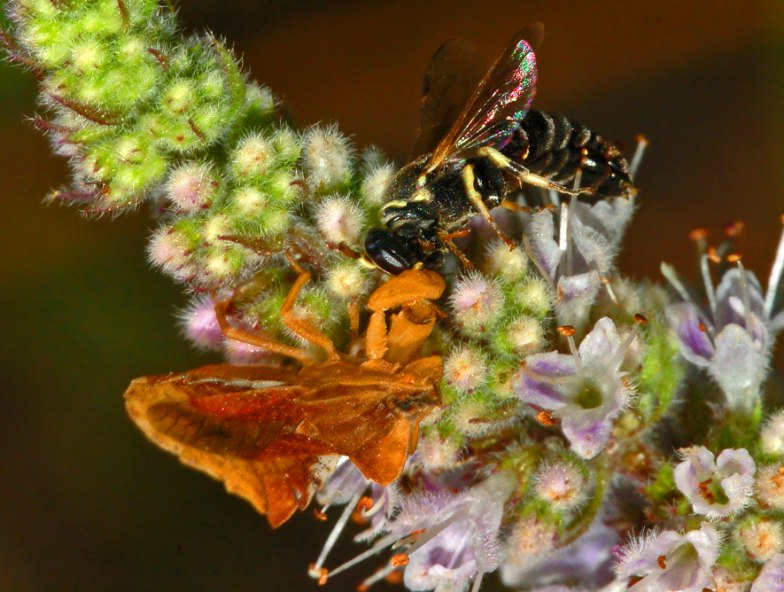
Capture d'une guêpe

## Systématique
L'espèce Phymata crassipes a été décrite par l'entomologiste danois Johan Christian Fabricius en 1775.

### Synonymie
- Acanthia crassipes (Fabricius, 1775)
- Syrtis crassipes (Fabricius, 1775)